# Antisemitenliga

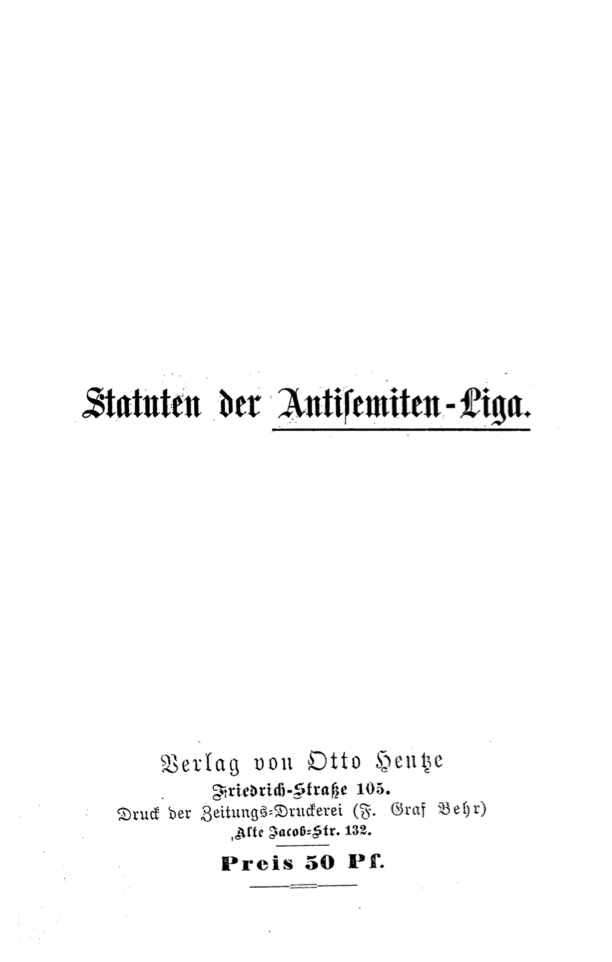
Statuten der Antisemiten-Liga

Die Antisemitenliga war eine der ersten Vereinigungen zur Sammlung von Judengegnern im Deutschen Kaiserreich und die erste, die das Schlagwort Antisemitismus zum politischen Programm erhob. Sie wurde am 26. September 1879 von dem Journalisten Wilhelm Marr in Berlin gegründet und bestand bis Ende 1880.

## Ideologie
Marr hatte das Schlagwort Antisemitismus 1879 mit seinem Buch Der Sieg des Judenthums über das Germanenthum in die politische Debatte eingeführt. Dieses erlebte im selben Jahr zwölf Auflagen. Angeregt durch diesen Erfolg, wollte Marr Antisemitismus nun mithilfe seiner Liga als politisch wirksame Ideologie verbreiten.
In seinem Bestseller stellte Marr als erster politischer Autor der Kaiserzeit die Juden nicht den Christen, sondern den Germanen gegenüber. Er behauptete, es gebe seit 1800 Jahren einen kulturellen Krieg zwischen beiden „Rassen“. Dieser sei mit der Judenemanzipation zugunsten der Juden entschieden worden. Die Deutschen selber hätten den Juden mit der Märzrevolution von 1848 zu ihrem Sieg verholfen, indem sie deren liberale und demokratische Ideen übernommen hätten. Deutschlands Konkurrenten in Europa, Frankreich und das Vereinigte Königreich von Großbritannien und Irland würden von Juden beherrscht. Er schloss mit einer kulturpessimistischen Aussicht: Den Juden gehöre die Zukunft, das Germanentum sei zum Aussterben verurteilt. „Finis Germaniae! Vae victis!“
Marr war schon seit 1862 als Judengegner hervorgetreten, als er eine öffentliche Auseinandersetzung mit dem jüdischen Liberalen Gabriel Riesser um die Judenemanzipation hatte. In seiner damals erschienenen Schmähschrift Der Judenspiegel argumentierte er bereits rassistisch, um angebliche soziale und ethnische Mängel des Judentums zu beweisen, aus denen er dessen Geschichte und Tradition erklären wollte. 1873 schrieb er zudem Artikel, in denen er – ähnlich wie der Antisemit Otto Glagau in der populären Zeitschrift Die Gartenlaube – versuchte, den Juden die Schuld am Gründerkrach jenes Jahres zu geben.
1879 vertrat er in seinem Bestseller eine Verschwörungstheorie, die seitdem zum Standardrepertoire von Antisemiten gehört, Dem Semitismus gehört die Weltherrschaft. Die Juden hätten Deutschland schon erobert, dazu hätten die Deutschen selbst ihnen verholfen:

„Ihr wählt die Fremdherrschaften in Eure Parlamente, Ihr macht sie zu Gesetzgebern und Richtern, Ihr macht sie zu Diktatoren der Staatsfinanzsysteme, Ihr habt Ihnen die Presse überantwortet, … was wollt Ihr denn eigentlich! Das jüdische Volk wuchert mit seinen Talenten und Ihr seid geschlagen, wie das ganz in der Ordnung ist und wie Ihr es tausendfach verdient habt.“

Damit prägte Marr die Idee eines alle Staaten Europas durchdringenden und „zersetzenden“ angeblichen Weltjudentums. Gegen diese fixe Idee sollte seine Liga abwehrbereite Kräfte sammeln. Als Sprachrohr der Liga gab er bis März 1880 die Zeitschrift Die deutsche Wacht heraus.

## Größe, Struktur, Ziel
Die Liga soll etwa 600 Mitglieder gehabt haben. Laut Statuten durften ihr nur „nichtjüdische Männer“ angehören. Ihr Zweck war, „die nichtjüdischen Deutschen aller Konfessionen, aller Parteien, aller Lebensstellungen zu einem gemeinsamen innigen Verband zu bringen, der, mit Hintansetzung aller Sonderinteressen, aller politischen Differenzen, mit aller Energie, mit allem Ernst und Fleiß dem einen Ziele zustrebt, unser deutsches Vaterland vor der vollständigen Verjudung zu retten und den Nachkommen der Urbewohner den Aufenthalt in demselben erträglich zu machen.“
Dieses Ziel sollte durch „Zurückdrängung der Semiten in ihrer numerischen Stärke“ auf „streng gesetzlichem Wege“, aber „mit allen erlaubten Mitteln“ erreicht werden. Die Verdrängung der Juden aus allen öffentlichen Ämtern sollte „den Kindern der Germanen ihr volles Recht zu Ämtern und Würden“ sichern.
Die Liga teilte ihre Mitglieder in zwei Klassen ein. Nach einem halben Jahr Mitgliedschaft als „Berufener“ gehörte man zu den „Erwählten“; bei besonderem judenfeindlichen Engagement wurde diese Beförderung vorgezogen. Darüber entschied Marr selbst. Die Liga war also bereits hierarchisch und nach einem Führerprinzip organisiert: eine Kombination, die später besonders für faschistische und antisemitische Parteien typisch wurde.

## Zielgruppe
Als überkonfessioneller Verein zog Marrs Liga vor allem religionsferne und zugleich parteipolitisch nicht fest gebundene Bürger an. Denn die ebenfalls areligiösen Arbeiter fanden ihre politische Heimat meist in der Sozialdemokratie, die staatsloyalen Eliten in der Nationalliberalen Partei Preußens. Konfessionelle Judengegner waren von Marrs rassistischer und latent christentumsfeindlicher Argumentation eher abgestoßen. Liberale pflegten die religiöse Toleranz, so dass bei ihnen eine Judenfeindschaft aus vermeintlich christlichen Motiven nicht verfing.
Bei der völkischen Bewegung und den Nationalisten aller Couleur, die sich nicht völlig mit der Politik Otto von Bismarcks identifizierten, konnte eine rassistische Beweisführung auf offene Ohren stoßen. Es waren vor allem mittlere und kleinere Gewerbetreibende, selbstständige Handwerker, Lehrer, Anwälte, Beamte und Angestellte, Händler und Geschäftsleute, die sich von einer jüdischen Konkurrenz betroffen fühlten und ihre Lage auf angeblich übermächtigen Einfluss von Juden in der Gesellschaft zurückführten: Bei diesen Angehörigen mittlerer Gesellschaftsschichten stieß Marr in eine bis dahin unbesetzte parteipolitische Lücke vor.

## Historischer Kontext
Die Gründung erfolgte nur wenige Wochen, nachdem der populäre Berliner Hofprediger Adolf Stöcker im September eine Rede mit antisemitischen Forderungen gehalten hatte. Damit positionierte er seine 1878 gegründete Christlich-soziale Partei antisemitisch. Diese sollte anfangs die Arbeiter von der Sozialdemokratie abwerben und für Monarchie und Christentum zurückgewinnen, indem sie die soziale Frage thematisierte. Damit hatte Stöcker jedoch wenig Erfolg; doch als Vertreter des deutschnationalen Protestantismus, der traditionell die privilegierte Konfession in Preußen war, hatte er nicht zuletzt wegen seines gemäßigten Antisemitismus großen Einfluss auf kleinbürgerliche Schichten.
Demgegenüber vertrat Marr eine überkonfessionelle, rassistische Position. Er grenzte diese ausdrücklich vom Christentum ab und verband sie mit radikaleren Forderungen nach Vertreibung aller Juden aus Deutschland, nicht nur Zuzugsbegrenzung für jüdische Einwanderer. Damit erhielt die Liga besonders in Berlin anfänglich rasch Zulauf bei mehrheitlich nicht kirchlich gebundenen Kleinbürgern und Handwerkern, die die Wirtschaftskrise von 1873 am stärksten getroffen hatte. Anders als Stöcker war Marr aber kein Volkstribun, der große Mengen Zuhörer ansprechen und begeistern konnte. Er wirkte vorwiegend publizistisch. Trotz vieler Auflagen seiner antisemitischen Schriften erlangte seine Liga keine parteipolitische Bedeutung.
Ein Grund dafür war auch der Berliner Antisemitismusstreit, den der anerkannte Historiker Heinrich von Treitschke fast zeitgleich im Oktober 1879 auslöste. Treitschke, der hohes Ansehen im konservativen Bürgertum genoss, grenzte sich gegen Marrs „Radauantisemitismus“ ab, bestätigte aber zugleich Stöckers Forderung nach Ausschluss von Juden aus allen Staatsämtern. Dieser nutzte seine Popularität, um 1880 die Berliner Bewegung als Sammlungsbecken aller Antisemiten ins Leben zu rufen. Er initiierte zusammen mit Bernhard Förster, Max Liebermann von Sonnenberg und Ernst Henrici eine Antisemitenpetition, die auch Marrs Liga unterstützte. Obwohl Stöcker dieses Bündnis billigte und aktiv dafür warb, verlagerte sich das Hauptfeld der Agitation gegen angeblich übermäßigen jüdischen Einfluss auf die Gesellschaft nun an die Universitäten. Dort hatte Marrs Liga kaum Rückhalt, weil sie im Ruf stand, vom „Pöbel“ getragen zu sein. Damit war sein Experiment, Antisemitismus abseits von bestehenden Parteien zu einem eigenen politischen Programm und seine Liga zur Dachorganisation für alle Antisemiten zu machen, zunächst gescheitert.
Durch den weitaus stärker in den Medien beachteten Antisemitismusstreit erreichte Treitschke, was Marr nicht erreichte: die Akzeptanz eines scheinwissenschaftlichen Rassismus als Ablösung oder Ergänzung der konfessionellen Judenfeindschaft, auch jenseits von parteipolitischen Erfolgen.